# 东苑街道 (开封市)
东郊乡，是中华人民共和国河南省開封市顺河回族区下辖的一个乡镇级行政单位。

## 行政区划
东郊乡下辖以下地区：
郭屯村、曹门村、鲁屯村、百塔村、前台村、边村、吴娘庄村、张庄村、罗庄村、十里铺村、乡里村、宴台河村、李长庄村、后台村、大董庄村、道士房村、马湾村、刘砦村、吴砦村、焦街村、文庄村、宋门村和花园村。